# Fusarium crookwellense
Espèce
Fusarium crookwellense est une espèce de champignons acsomycètes phytopathogènes de la famille des Nectriaceae.
Ce champignon, souvent associé à d'autres fusariums, affecte de très nombreuses plantes cultivées, dont le blé, le maïs, le framboisier, le peuplier, etc. C'est l'un des agents responsables de la pourriture sèche du tubercule de pomme de terre.